# Osservatorio sulla radiofonia internazionale in lingua italiana
L'Osservatorio sulla radiofonia internazionale in lingua italiana, più noto con il nome abbreviato di Italradio, è un comitato che promuove l'uso della lingua italiana nella radiodiffusione internazionale e locale, in quanto valore culturale che costituisce un patrimonio per tutta l'italofonia e per tutti gli italofili nel mondo. È particolarmente attivo nel campo della radiodiffusione internazionale via onde corte, onde medie e via Internet.

## Obiettivi
Scopo di Italradio è quello di promuovere e diffondere le trasmissioni internazionali in lingua italiana via radio e televisione, via satellite e via Internet.
Si differenzia dalle altre organizzazioni che operano nel mondo del radioascolto perché si interessa degli aspetti culturali della radio e della televisione e non solo delle questioni tecniche.
In particolare, ispirandosi a criteri di neutralità, imparzialità e di indipendenza, si propone di:
- far conoscere il mondo della radiodiffusione internazionale in lingua italiana su onde corte e medie, via satellite e Internet al di fuori delle normali schiere di appassionati;
- salvaguardare il valore storico di questo fenomeno, recuperando e valorizzando le testimonianze che ne riaffermano l'importanza;
- creare collegamenti con altre realtà culturali che trovano nella lingua italiana la propria ragione d'essere[1].

La presidenza di Italradio è affidata a Nader Javaheri; segretario generale è Luigi Cobisi e il coordinatore scientifico è Filippo Giannetti.

## Storia
L'Osservatorio sulla radiofonia internazionale in lingua italiana - Italradio nasce nel 1996 per iniziativa di alcuni appassionati di radioascolto. Pur avendo un proprio statuto, Italradio si è presentato ed ha operato spesso come gruppo informale; inizialmente, raccoglie esperienze pregresse (come RadioIt, il primo sito al mondo contenente una lista di trasmissioni radiofoniche in lingua italiana, nato nel 1995) e ne valorizza i contenuti. Nel 1997 realizza la prima collaborazione internazionale, riportando la lingua italiana nelle trasmissioni di Radio Budapest, con una serie di cinque programmi della durata di cinque minuti ciascuno.
Nel 1998 istituisce il premio Italradio e collabora con la BBC per il 60º anniversario del programma in lingua italiana di Radio Londra. Nel 1999 rinnova l'esperimento di programmi in italiano con Radio Budapest.
Nel 2000 viene organizzato il primo Forum Italradio, che vede la partecipazione di rappresentanti di Radio Budapest, Radio Romania Internazionale, Radio Vaticana e della Rai. Nello stesso anno, avvia una collaborazione con la Radio Vaticana destinata a dar vita a due trasmissioni mensili che, fino al 2006, hanno trattato temi inerenti alla cultura italiana nel mondo e alla tecnologia moderna. Nel 2001 è parte attiva nella riapertura ufficiale delle trasmissioni in italiano di Radio Budapest, per la quale realizza un programma settimanale dedicato alla radioricezione.
Nel 2003, in collaborazione con l'EDXC e la Voce del Mediterraneo, organizza a Malta il primo forum all'estero. Nello stesso anno, inizia una collaborazione con la HCJB - La Voce delle Ande, per la quale prepara un programma mensile in inglese (European Perspective) dedicato alla radiofonia internazionale in Europa.
Nel 2006 è accolto come membro associato dalla Comunità radiotelevisiva italofona. Nel 2007 lancia la Rete mondiale virtuale, primo aggregatore multimediale rivolto alle emittenti in lingua italiana via Internet. Nel 2008 espone, per la prima volta, una parte del proprio archivio di documenti radiofilatelici a Quistello nell'ambito delle manifestazioni per il centenario di Primo Boselli.
Nel 2012 realizza con la Rete 2 della Radio Svizzera di Lingua Italiana "Pillole di radio", una serie di trasmissioni per celebrare gli 80 anni di Radio Monteceneri.
Sempre nel 2012 il Comitato organizza la prima manifestazione italiana dedicata alla Giornata mondiale della radio indetta da UNESCO. Il seminario "Trasmettere e ascoltare: Per una diffusione davvero universale" si concentra sulla possibilità offerta dalla radiodiffusione circolare di rivolgersi ad un pubblico illimitato con costi minimi. Pisa è stata scelta in quanto città ospite fin dall'inizio del XX secolo della prima stazione radio intercontinentale di Marconi nella frazione di Coltano. Negli anni successivi la Giornata è stata organizzata ancora a Pisa (2020) Firenze (2013, 2016, 2019) Roma (2014) e Scandiano (2015) e in modalità virtuale negli anni 2021 e 2022.

## Attività

### Il premio Italradio
È conferito ogni anno a persone o enti che operano nel campo della radiotelevisione in italiano o in ambiti culturali e sociali ad esso riconducibili. È rappresentato dalla medaglia di Pietro Bembo attribuita al Cellini e realizzata dall'orafo fiorentino Paolo Penko. Questa è la cronologia del premio:
- 1998: Ezio Bérard, redattore della sede regionale Rai di Aosta[19]
- 1999: Béla Szomraky, direttore dei programmi per l'estero di Radio Budapest[20]
- 2000: Redazione Italiana di Radio Romania Internazionale[21]
- 2001: Padre Giovanni Giorgianni e redazione di Orizzonti Cristiani, Radio Vaticana[22]
- 2002: Richard Muscat, direttore della Voce del Mediterraneo[23][24]
- 2003: Remigio Ratti, direttore della Radiotelevisione Svizzera di lingua italiana[25]
- 2004: Redazione Italiana di Radio Tirana[26]
- 2005: Antonio Rocco, direttore di Radio Koper Capodistria[27]
- 2006: Nicola Cariglia, direttore della sede regionale Rai di Firenze[28]
- 2007: Valery Prostakov e redazione italiana della Voce della Russia[29][30]
- 2008: Redazione di Res Nova Scientiae[31]
- 2009: Concetta Corselli, del programma italiano di Radio Cairo[32]
- 2010: Giuseppe Blasi, coordinatore dei corsi della Scuola di Giornalismo dell'Università di Salerno[33]
- 2011: Enrico Bellodi, per l'azione di diffusione della conoscenza della radio tra gli studenti[34]
- 2012: Radio Monteceneri, nell'ottantesimo della fondazione[35]
- 2013: Riccardo Cucchi e Tutto il calcio minuto per minuto[36]
- 2014: François Rancy, direttore dell'Ufficio Radiocomunicazioni dell'Unione Internazionale delle Telecomunicazioni[37]
- 2015: Andrea Ferro, corrispondente di Radio 24 da Genova[38]
- 2016: Lara Drčič, redattrice di Radio Capodistria, in particolare per il programma Radioviaggio[39]
- 2017: Ezio Mognaschi (premio assegnato alla memoria) della Università di Pavia, per la sua indimenticabile attività scientifica[40]
- 2021: Lorenzo Berardi, giornalista e autore del libro Radiocronache[41]
- 2022: Saverio Meloni (premio assegnato alla memoria)[42]

### Il Tricolore della Radio
È conferito dal 2011, in ideale collegamento con il 150° dell'Unità Nazionale, a persone o enti in riconoscimento di attività, studi, iniziative a favore della cultura italiana come espressa attraverso la radio.
Questa la cronologia del premio:
- 2011: Tassos Mavris del programma italiano Athens International Radio[43]
- 2012: Paola Bernardini della Biblioteca comunale centrale di Pisa[44]
- 2013: Giovanni Lombardo, protagonista della trasmissione che da Busto Arsizio annunciò per prima la fine della II guerra mondiale in Italia (25 aprile 1945)[45]
- 2014: Iva Palmieri, Console Generale d'Italia a Capodistria[46]
- 2016: Costantino Pacifici, già alla direzione del Centro trasmittente di Santa Maria di Galeria della Radio Vaticana[47]
- 2017: Piernando Binaghi, responsabile della redazione meteo della Radiotelevisione svizzera di lingua italiana[45]

### Il Forum Italradio
Il Forum sulla radiodiffusione internazionale in lingua italiana è una manifestazione che si tiene periodicamente, in Italia o all'estero, per approfondire i temi legati all'uso della lingua italiana alla radio. Si svolge, con una periodicità di circa diciotto mesi, in più giornate e coinvolge giornalisti, esperti del settore delle comunicazioni ed ascoltatori.
Dalle esperienze dei forum nascono altri incontri, come quello sulla radio e la scuola tenutosi a Quistello nel 2008, in occasione del centenario della nascita del radioamatore Primo Boselli.
Per organizzare gli incontri, Italradio si avvale della collaborazione di enti locali (i comuni di Pontassieve, Trezzano sul Naviglio, Quistello, Arena Po, Tortolì, il Consiglio Distrettuale di Timiș) e di università (Università di Pisa) fondazioni ed associazioni private (Fondazione Romualdo Del Bianco, Rotary Club Firenze Est) e stazioni radio internazionali.
Il 26 gennaio 2015 una sessione del Forum è stata trasmessa per la prima volta in diretta radiofonica da Radio Capodistria.

### Le pubblicazioni
Italradio ha curato le pubblicazioni seguenti:
- Rivista Italradio, pubblicata due volte all'anno, approfondiva temi di storia e attualità della radiofonia internazionale in lingua italiana[51].
- L'Orario Radio, con cui aggiornava annualmente l'opera iniziata da Primo Boselli nel 1974, conteneva un elenco di stazioni radiofoniche che si poteva ascoltare in Italia via onde corte, medie e lunghe; era integrato con la precedente rivista, di cui rappresentava il terzo numero annuale.
- 90 x 90 - Novanta momenti per novant'anni di storia della radio e della televisione in italiano, pubblicato nel 2014 da Paolo Morandotti, con prefazione di Riccardo Cucchi e postfazione di Giancarlo Morolli, raccoglie alcuni dei momenti più interessanti che hanno caratterizzato la storia della radio e della TV nella nostra lingua.
- La radio tra convergenza e multimedialità - Riflessioni contro il pensiero radiophonically correct, pubblicato nel 2017 da Paolo Morandotti, con prefazione di Nicola Marini, sinteitizza le ricerche svolte dall'Osservatorio sull'evoluzione del mezzo radiofonico nell'era della multimedialità.